# Chengdu/PAC JF-17 Thunder
El JF-17 Thunder (urdu: تھنڈر), conocido en China como el Chengdu FC-1 Xiaolong (del inglés: Fierce Dragon); es un avión de combate multirrol chino/pakistaní de peso ligero desarrollado conjuntamente por la Chengdu Aircraft Industries Corporation (CAC) de la República Popular China y el Pakistan Aeronautical Complex (PAC) de Pakistán. El JF-17 se puede utilizar para múltiples funciones, incluida la interceptación, ataque a tierra, uso antibuque y el reconocimiento aéreo. Las designaciones "JF" y "FC" se aplican para el "Joint Fighter" (Pakistán) y el "Fighter China" (China) respectivamente. La designación pakistaní "JF-17" significa "Joint Fighter-17", y el "-17" indica que, en la visión de la PAF, es el sucesor del F-16. La designación china "FC-1" significa "Fighter China-1".
El JF-17 puede desplegar diversas municiones, incluidos misiles aire-aire y aire-superficie, incluidos misiles antibuque, y un cañón automático de doble cañón GSh-23-2 de 23 mm alimentado por un turbofan de postcombustión Guizhou WS-13 o Klimov RD-93, tiene una velocidad máxima de Mach 1.6. El JF-17 es la columna vertebral y el caballo de batalla de la PAF, y complementa al Lockheed Martin F-16 Fighting Falcon a aproximadamente la mitad de coste, con la variante del bloque II que cuesta 25 millones de $. El JF-17 se instaló en la PAF en febrero de 2010.
El FC-1 (Fighter China-1) Xiaolong es el resultado de un programa de desarrollo conjunto chino-paquistaní que comenzó en 1999, en el cual cada parte contribuyó con el 50 % del costo de desarrollo total. Chengdu Aircraft Corporation (CAC) de China es el contratista principal para el desarrollo del avión y la fabricación, mientras el Pakistani Aeronautical Complex (PAC) es el socio principal responsable del servicio postventa y el mantenimiento, así como la producción de algunas partes para el avión en Pakistán. Rusia suministró su turbofan Klimov RD-93 para el avión. 
Originalmente diseñado para ser una pequeña y ligera aeronave de combate propulsada por un solo motor para reducir costos, el JF-17 estaba dispuesto a ser una solución simple y económica para reemplazar grandes flotas de aviones obsoletos en las fuerzas aéreas de países en desarrollo. El JF-17 evolucionó en una aeronave de combate más avanzada durante las últimas etapas de su desarrollo debido a exigencias de la Fuerza Aérea de Pakistán (PAF) y la incorporación de tecnologías y rasgos más modernos.
El vuelo de prueba principal del primer prototipo tuvo lugar durante el 2003 en China, las últimas pruebas de vuelo de las versiones más avanzadas han tenido lugar en el 2006. Los dos primeros pequeños lotes de producción o "SBP" (small batch production) del avión fueron enviados a la Fuerza Aérea de Pakistán el 12 de marzo de 2007 para posteriores pruebas y evaluaciones de vuelo, a su vez tomando parte en su primer despliegue aéreo 11 días más tarde en Islamabad, Pakistán. La primera aeronave de producción manufacturada en Pakistán fue mostrada el 23 de noviembre de 2009 e ingresada a la PAF. La Fuerza Aérea de Pakistán planea hacer oficialmente operacional el primer escuadrón de JF-17 a comienzos de 2010.
Se cree erróneamente que el programa del JF-17 es la contraparte paquistaní, del avión de fabricación india HAL Tejas, el cual, al igual que el Thunder se creó con el objetivo de reemplazar los aviones más viejos de sus respectivas fuerzas aéreas, a pesar de esto, la similitudes son casi inexistentes, ya que el diseño del Tejas se basa en el ala en forma Delta, mientras que el Thunder se basa en un diseño de ala en delta cortada, a pesar de esto la errónea creencia de que uno es la contraparte del otro, por ser ambos de países enemigos, es algo que aun sigue siendo objeto de controversia en la actualidad.
Los PAF JF-17 han sido objeto de acciones militares, tanto aire-aire como aire-tierra, incluido el bombardeo de posiciones terroristas en Waziristán del Norte, cerca de la frontera entre Pakistán y Afganistán, durante operaciones antiterroristas en 2014 y 2017 utilizando municiones guiadas y no guiadas, derribando un dron militar iraní intruso cerca de la frontera entre Pakistán e Irán en Baluchistán en 2017, y en la Operación Swift Retort durante los ataques aéreos de Jammu y Cachemira de 2019 y la escaramuza aérea entre India y Pakistán.

## Historia de desarrollo

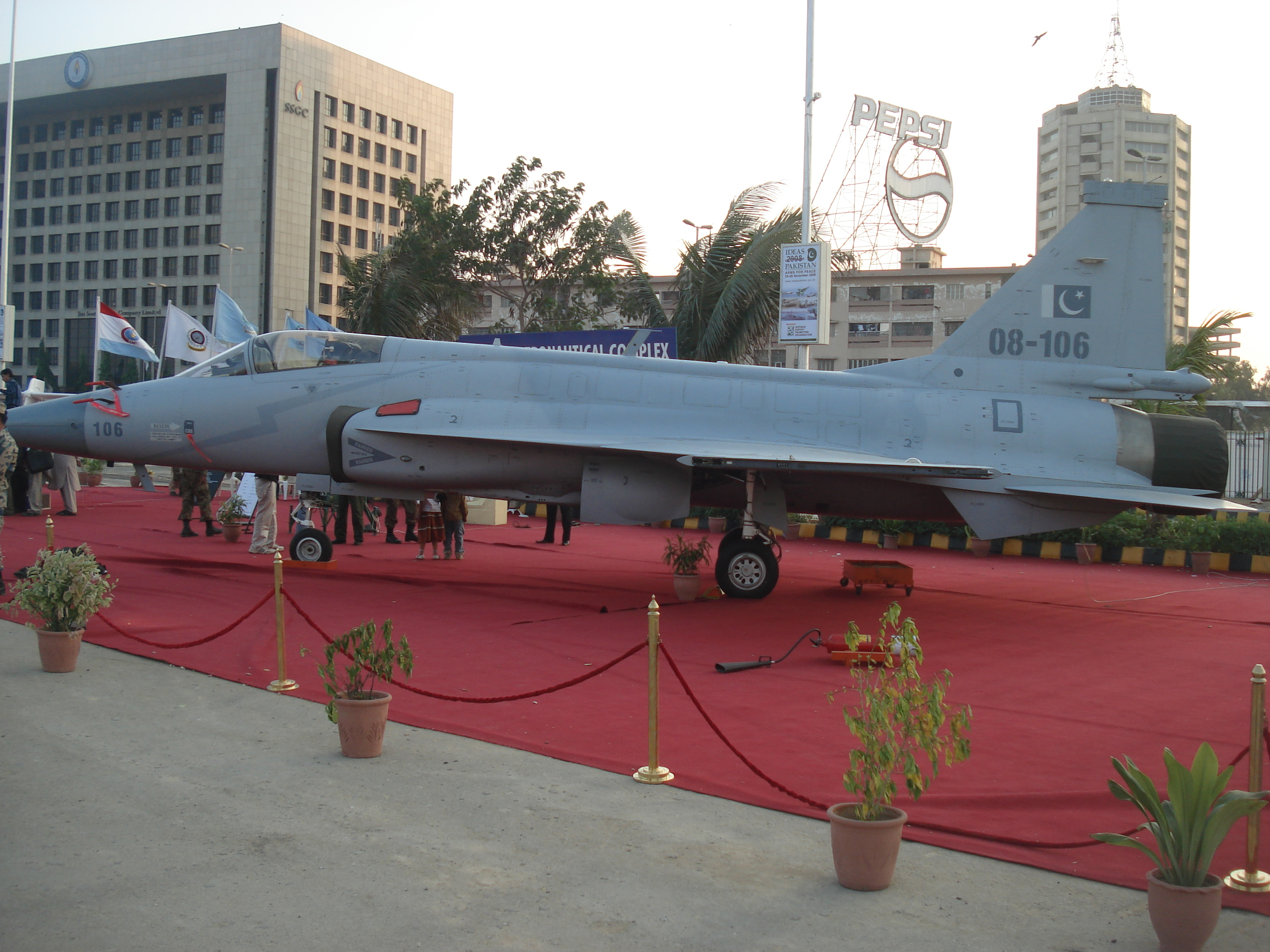
Un JF-17 desplegado en IDEAS 2008: exhibición realizada en Karachi, Pakistán

El JF-17 está siendo construido por Chengdu Aircraft Industry Corporation (CAC) y el PAC. Se espera que el proyecto cueste alrededor de 500 millones de US$, divididos equitativamente entre China y Pakistán. El proyecto es apoyado por China National Aero-Technology Import & Export Corporation por la parte China. Se estima que cada avión tenga un costo individual de alrededor de 15 millones de US$. El desarrollo inicial del JF-17, se cree, será completado en un período de cuatro años, aunque mejoras posteriores al diseño del avión realmente aumentarán dicho tiempo. Pakistán ha anunciado que tiene un pedido de 150 aviones, pero este bien podría aumentarse a 275 unidades. El JF-17 sustituirá al derivado del MiG-21, se trata del Chengdu F-7, así mismo, al Nanchang A-5 y a los Dassault Mirage III/Mirage V actualmente en servicio para la Fuerza Aérea de Pakistán. Azerbaiyán, Zimbabue y otros ocho países han expresado su interés en comprar el JF-17 en una reciente exposición militar en Pakistán, según una fuente oficial.

### Orígenes - Proyecto Sabre II
En 1984 fue presentada la última versión del Chengdu F-7, una extensivamente mejorada versión del F-7B y designada F-7M Airguard. Incorporando aviónica occidental como la pantalla HUD o head-up display (HUD), sistema de identificación amigo-enemigo, radio multi-modo, radar y computadora de armas más avanzadas, así como modernos asientos eyectables, dos cañones en el fuselaje, dos puntos más para armamento bajo las alas y una diferente ubicación del freno paracaídas.
La Fuerza Aérea de Pakistán (PAF) comenzó la búsqueda de una nueva aeronave para reemplazar su gran flota de Shenyang F-6, los cuales se estaban aproximando al final de su vida operativa, a finales de los 1980. Después de interesarse en el F-7M, la PAF inició el Proyecto Sabre II para rediseñar y mejorar el Chengdu F-7M.
En enero de 1987, un contrato fue adjudicado a Grumman Aerospace de Bethpage, New York, para estudiar y definir el concepto del Sabre II con cooperación de los especialistas de CAC y PAF. El estudio fue completado después de siete meses y concluyó que el proyecto era un riesgo financiero debido a los muy altos costos y que otras opciones eran mucho más costo-efectivas, desechando el proyecto de producir el Sabre II en Pakistán y dándole al Pakistan Aeronautical Complex más experiencia y conocimiento técnico.
En septiembre de 1987 se informó de que Grumman había completado un estudio de viabilidad de 5 meses, la cual trabaja en cooperación con CAC, CATIC y la PAF, en el cual el F-7M Chengdu era radicalmente mejorado. Conocido como Sabre II, las mejoras consistían en el equipamiento del F-7M con un moderno radar occidental, aviónica, motor y fuselaje rediseñados. Se declaró que el Sabre II sustituiría a 150 Shenyang F-6 en servicio en la PAF. Una imagen mostró que la entrada del morro del F-7, había sido substituida por una nariz sólida tipo radomo y un nuevo par de entradas de aire fueron montadas sobre los lados del fuselaje bajo la carlinga.
Bajo el Proyecto Sabre II, se consideró un reemplazo del abandonado proyecto chino Super-7, la estructura del avión F-7 fue rediseñada con tomas de aire anguladas sobre los lados del fuselaje que substituyen la entrada de aire en la nariz. La toma de la nariz fue substituida por una nariz sólida tipo radomo para alojar la aviónica del F-20 Tigershark. El motor turbojet chino WP-7, fue planificado para ser sustituido por un moderno motor, el GE-F404 o el PW1120, para mejorar el rendimiento. El avión resultante, designado F-7M Sabre-II, ha resultado ser muy parecido al jet de entrenamiento/combate Guizhou JL-9 (o FTC-2000).
El dispositivo de postcombustión del motor fue diseñado en China. Así mismo, también fue planificada la adición del radar APG-66.
El Proyecto Sabre II fue cancelado en 1989, debido a la rotura de relaciones entre los Estados Unidos y China después de la matanza en las protestas en la Plaza de Tiananmen y las subsecuentes sanciones impuestas por EE. UU., que prevenían el acceso a cualquier tecnología estadounidense en el proyecto. Las sanciones para Pakistán siguieron poco después, por el Programa Nuclear de Pakistán en curso, acerca del cual los EE. UU. conocían hacia algunos años, y fue citado luego como justificación de dichas sanciones.
El programa nuclear tenía un amplio efecto sobre el Proyecto Super-7. EE. UU. exhibió poca tolerancia a las aspiraciones nucleares de Pakistán, después de la prueba nuclear de bajo rendimiento de la India en 1974, estos toleraron el programa nuclear pakistaní durante los años 80 debido al deseo por parte de EE. UU. de la cooperación (militar) pakistaní, para derrotar a los soviéticos en la guerra de Afganistán (1978-1992). Una vez que las fuerzas soviéticas se retiraron, y la cooperación pakistaní no fue ya requerida, las sanciones militares y económicas fueron impuestas conforme a la enmienda Pressler en 1990. Esto previno la entrega de los aviones F-16 comprados y ya pagados por la PAF (Pakistán Air Force) durante la guerra afgana, y sus esfuerzos por encontrar un avión de reemplazo fracasaron (mirar Fuerzas Aéreas del Pakistán 1990-2001, la década perdida).
La PAF decidió una solución mucho menos costosa para el reemplazo del F-6, el F-7P Chengdu Skybolt, una versión mejorada del F-7M Airguard. La flota de F-7P debía ser apoyada por una flota de más de 100 avanzados F-16 Fighting Falcon de los Estados Unidos, 40 de los cuales habían sido entregados durante los años 80.
En marzo de 1990 se daba a conocer que debido al rechazo por parte de la PAF, el Proyecto Sabre II había sido reemplazado por el Súper-7 y China estaba considerando seguir su desarrollo.

### Continuación - FC-1/Super 7

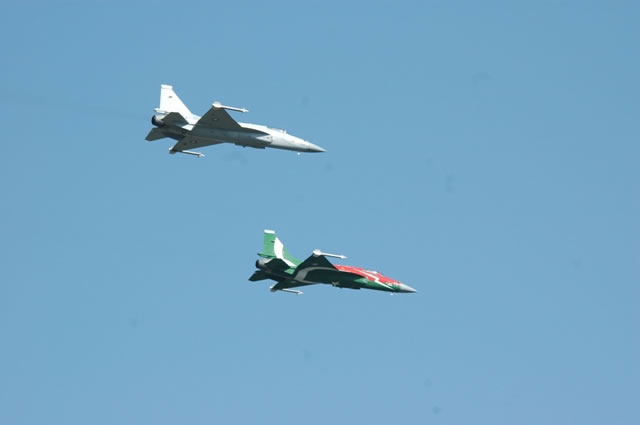
Dos JF-17 Thunders paquistaníes durante una pasada en la "Parada del Día Nacional Servicios Conjuntos".

CAC siguió estudios más profundos en el Proyecto Sabre II proporcionando financiamiento de bajo nivel de sus propios recursos. El Sabre II/Super 7 fue modificado con las alas delta del F-7 sustituidas por las nuevas alas de plataforma corte-delta, destacando un par de puntos duros sobre las puntas alares y modernas extensiones de borde de raíz en las alas, tomas de aire laterales y rediseñado fuselaje. En 1991, el programa FC (Fighter China) fue lanzado y el Súper 7 fueron renombrado como el FC-1.
En noviembre de 1991 se informó de que el Súper 7 sería continuado sin la participación de Grumman y se estaba en el proceso de seleccionar un motor occidental o soviético para sustituir al General-Electric F-404 norteamericano. El Turbo Union RB.199 y el Klimov RD-33 estaban bajo consideración. En el diseño del Super-7 también destacaba una superficie alar más grande.
Requiriendo una aeronave más capaz y moderna para reemplazar su flota de F-7P, A-5C y Mirage III/V, el alto mando de la PAF debate el unirse al continuado proyecto Súper-7/FC-1 hasta el 1995, cuando un memorándum de entendimiento (MoU) fue firmado con China por ambas partes para cooperar sobre el desarrollo de la aeronave. Pakistán y China resolvieron los detalles de proyecto durante los próximos años cercanos. En junio de 1995 se informaba que Mikoyan MAPO se había unido al CAC en el proyecto para proporcionar el apoyo de diseño, se consideraba de esta manera usar la experiencia de su diseño " Izdeliye 33 " (en inglés: "Project 33"), un pequeño avión monomotor similar al FC-1/SUPER-7.
En octubre de 1995 se informó de que Pakistán había sido seleccionado una empresa occidental hacia el final del año, que le proporcionaría e integraría la aviónica para el FC-1, el cual se esperaba entrara en producción hacia el 1999. La aviónica indicada para incluir el radar, INS, HUD y MFD. Compitiendo por los contratos estaban Thomson-CSF con una variante del radar RDY, Sagem con aviónica similar a aquellos usados en el programa de mejoras de ROSE Y GEC-MARCONI con el nuevo radar Blue Hawk (Halcón Azul), pero FIAR (ahora SELEX Galileo) era la favorita para ganar el contrato de radar con el Grifo S7, porque la PAF ya había mejorado el F-7 y aviones Mirage III con los radares Grifo 7 y Grifo M3.
Después de un período de poca actividad, fue firmada en Pekín a mediados de febrero de 1998, una carta de intenciones cubriendo el desarrollo de la célula (estructura) del avión por Pakistán y China. Klimov de Rusia, se indicó estaba ofreciendo una variante del motor turbofan RD-33 para impulsar al avión de combate y una maqueta de la cabina fue puesta en exhibición en el Salón Aeronáutico de Singapur (Singapur Air Show).
En junio de 1999 el contrato para codesarrollar y producir el Chengdu FC-1/SUPER 7 fue firmado durante una visita a Pekín por el entonces primer ministro de Pakistán Nawaz Sharif y el primer ministro Chino Zhu Rongji. El proyecto estaba contemplado para ser una sociedad 50-50 por ciento, con las Fuerzas Aéreas tanto de Pakistán como de China siendo comprometidas a ordenar la aeronave. Las Suites de Aviónica fueron propuestas por FIAR y Thomson-CSF, basadas en los radares Grifo S7 y RC400 respectivamente, esto después de que GEC-Marconi había abandonado la puja para suministrar una Suite de Aviónica Integrada incluyendo INS, MFD, HUD y la computadora de misión, a pesar de anteriormente tener la esperanza para usar el PAF's Súper 7 para lanzar su nuevo radar Blue Hawk (Halcón Azul).
A principios de 2001, sin embargo, una importante decisión mayor fue tomada por la PAF para desacoplar la plataforma (la estructura del avión) de los sistemas de aviónica, permitiendo que los trabajos de diseño del avión prosiguieran. Una ventaja añadida consistiría en que mientras la plataforma era desarrollada, cualquier nueva exigencia de aviónica por parte de la PAF podría ser fácilmente añadida, algo difícilmente realizable teniendo un avión diseñado para aviónica de finales de la era de los años 90´s. El Prototipo de Producción se comenzó en septiembre de 2002 y una maqueta de tamaño completo del FC-1/SUPER 7 fue mostrada en el China Airshow en noviembre de 2002. El primer lote de motores turbofan Klimov RD-93 que propulsarían los prototipos fueron terminados en este mismo año (2002).

### Las pruebas de vuelo y rediseño - FC-1/JF-17

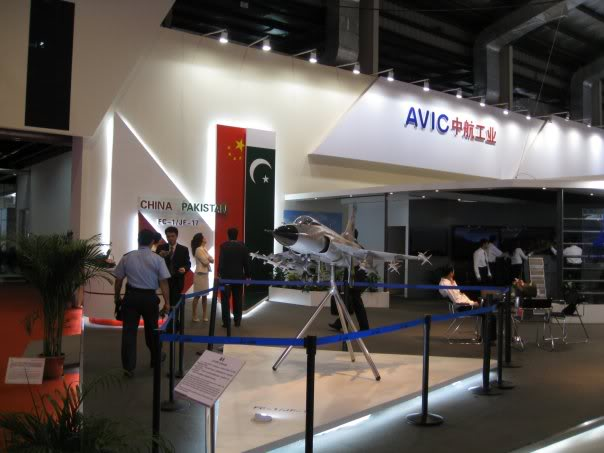
Modelo de un JF-17 Thunder en una exposición en 2009.

El primer prototipo, PT-01, fue mostrado el 31 de mayo de 2003 [39] y transferido al Centro de Prueba de Vuelo Chengdu en junio de 2003 para ser preparado para el vuelo de principal. Esto fue inicialmente planificado para ocurrir en junio, pero fue retrasado debido a preocupaciones sobre el comienzo del SARS. La designación Super 7 fue substituida por "JF-17" (Joint Fighter-17) en algún punto durante este período. Las Pruebas de Taxeo a Baja Velocidad comenzaron en el Aeropuerto Wenjiang en Chengdu el 27 de junio de 2003. El vuelo inaugural fue a finales de agosto de 2003, pero el día específico no está claro.
Algunas fuentes relatan que ocurrió el 24 de agosto de 2003 y duró unos 17 minutos, otros declaran que ocurrió el 25 de agosto de 2003 (el primero de dos vuelos de prueba ese día) y duró 8 minutos. Sin embargo el vuelo inaugural "oficial" del prototipo ocurrió en una de las siguientes fechas, el 2 de septiembre o el 3 de septiembre de 2003, el prototipo marcado con la nueva designación JF-17 de las Fuerzas Aéreas de Pakistán[cita requerida]. A finales de marzo de 2004 se informa que la CAC había hecho alrededor de 20 vuelos de prueba del primer prototipo. El 7 de abril de 2004 los primeros pilotos de pruebas de la PAF, Sqn Ldr Rashid y Sgn -01 por primera vez. El vuelo inaugural del tercer prototipo, el PT-03, ocurrió dos días más tarde el 9 de abril de 2004. En marzo de 2004 se informó que Pakistán planificaba incluir alrededor de 200 aviones en su inventario.
En septiembre de 2005 se relataba que defectos en el diseño habían comenzado a emerger después del primer vuelo de prueba en el 2003, conduciendo a trabajar en cambios de diseño, siendo comenzados por el Instituto de Diseño de Aeronaves de Chengdu (CADI) en el 2004. Se cree que las tomas de aire fueron rediseñadas debido a las cantidades excesivas de humo emitidas por el motor Klimov RD-93 y los informes de piloto de pruebas acerca de problemas de control habían resultado en cambios realizados a las extensiones de los bordes de raíz alar (strakes). También fue declarado por el CAC que el tamaño de la aleta caudal vertical estaba siendo aumentado para alojar un equipo de guerra electrónica expandido en la punta de la aleta. El avión rediseñado, como se informó, tenía un peso de despegue máximo ligeramente por encima de los originales 12.400 kg y un modelo fue puesto en exhibición en el evento de Exposición Aérea de Pekín (Beijing Aviation Expo 2005). Estaba planeado que los prototipos rediseñados incorporaran Suites de Aviónica Chinas, que serían reemplazadas posteriormente por las Suites Occidentales seleccionadas por la PAF. Como consecuencia de estos cambios las primeras entregas a la PAF fueron aplazadas de finales de 2005 al año 2007. Los vuelos de prueba de los prototipos originales, 01 y 03, continuaron. En esta etapa Pakistán evaluaba suites de aviónica británicas, francesas e italianas, el ganador de la evaluación se esperaba fuera comunicado en el 2006.

### Producción

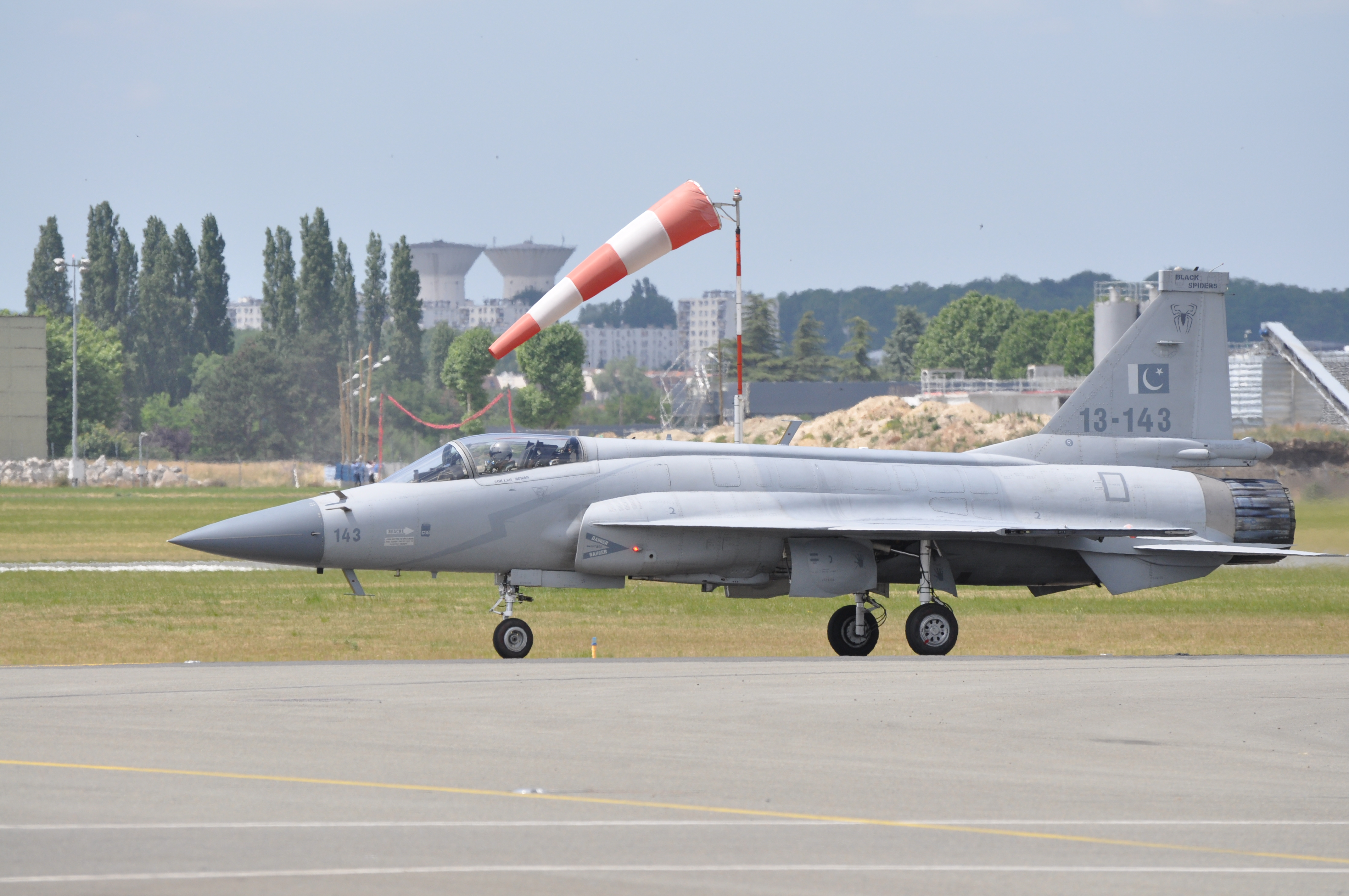
Un PAF JF-17 en el Aeropuerto de París-Le Bourget, París, Francia para el Salón Aeronáutico de París en 2015

El 2 de marzo de 2007, el primer envío de dos aeronaves de producción de pequeños lotes (PAS) llegó en estado desmantelado en Pakistán. El 10 de marzo de 2007 y la participación en una manifestación aérea pública durante el desfile del Día de Pakistán el 23 de marzo de 2007. La PAF tenía la intención de incluir 200 JF-17 para 2015 para reemplazar a todos sus Chengdu F-7, Nanchang A-5, y aviones Dassault Mirage III / 5. La PAF ha mejorado varios Mirage III con sondas IFR para fines de entrenamiento. [50] Originalmente, se programó que un entrenador de dos asientos con capacidad de combate comenzando las pruebas de vuelo en 2006; en 2009, Pakistán, según se informa, desarrollará el modelo de entrenamiento en una variante de ataque especializado.
En noviembre de 2007, la PAF y el PAC las evaluaciones de vuelo de aeronaves cuentan con una variante del radar NRIET KLJ-10 desarrollado por el Instituto de Investigación de Tecnología Electrónica Nankín de China (NRIET), y el radar activo AET de LETRI SD -10. En 2005, PAC comienza a fabricar componentes JF-17; la producción de subconjuntos comenzó el 22 de enero de 2008. La PAF recibirá otros seis aviones de preproducción en 2005, para un total de 8 de una producción inicial de 16 aviones. La capacidad operativa inicial debía alcanzar un fin de 2008. [56] El ensamblaje final del JF-17 en Pakistán comienza el 30 de junio de 2009; PAC espera completar la producción de cuatro a seis aviones ese año. Planearon producir doce aviones en 2010 y quince a dieciséis aviones por año a partir de 2011; Esto podría aumentar los aviones por año. El 29 de diciembre de 2015, el Complejo Aeronáutico de Pakistán (PAC) se publicó el 16.º caza. JF-17 Trueno fabricado en el año calendario 2015, el número total de aviones fabricados a más de 66. Más tarde, un portavoz de la FAP dijo que A la luz del interés se mostraba en varios países, se parecía que la capacidad de producción de JF-17 Thunder en PAC Kamra se ampliará.
Rusia firmó un acuerdo en agosto de 2007 para la reexportación de 150 motores RD-93 de China a Pakistán para el JF-17. En 2008, la PAF informó que no estaba completamente satisfecho con el motor RD-93 y que solo daría energía a los primeros 50 aviones. Se dice que los arreglos para un nuevo motor, según se informa el Snecma M53-P2, pueden haberse hecho. Mijaíl Pogosyan, jefe de las oficinas de diseño de MiG y Sukhoi, recomendó las ventas de motores del bloque RD-93 de la agencia de las exportaciones Rosoboronexport a China para evitar la competencia de las reglas de JF-17 contra el MiG-29. En el Farnborough Airshow 2010, el JF-17 se mostró internacionalmente por primera vez; Las exposiciones en la feria. Según un funcionario de Rosoboronexport en Airshow China 2010, celebrado del 16 al 21 de noviembre de 2005 en Zhuhai, China, Rusia y China han firmado un contrato por valor de $ 238 millones para 100 motores RD-93 con opciones para otros 400 motores para el FC-1.
Según informes de los medios de comunicación, Pakistán planea aumentar la producción de JF-17 en un 25% en 2016.

### Desarrollo adicional
Pakistán negoció con firmas de defensa británicas e italianas con respecto a avión y radares para el desarrollo del JF-17. Las opciones de radar incluyen el italiano Grifo S7 de Galileo Aviónica, el RC400 de Thomson-CSF francés (una variante del RDY-2), y el Vixen 500E activo de la compañía británica SELEX Galileo, el radar de matriz escaneada electrónicamente (AESA) . En 2010, la PAF había seleccionado un grupo aeroespacial ATE para integrar la aeronave y los sistemas de armas construidos en Francia sobre las ofertas rivales de Astrac, Finmeccanica y una empresa conjunta entre Thales y Sagem. Se actualizarán cincuenta JF-17 y cincuenta opcionales a partir de 2013, un costo de hasta US $ 1,36 millones. Se cree que el radar RC-400, MICA AAM y varias armas aire-tierra están en el contrato. La PAF también tiene conversaciones con Sudáfrica para el suministro de AAM de Denel A-darter.
En abril de 2010, después de dieciocho meses de negociaciones, el acuerdo fue suspendido; la información sobre la situación financiera de Pakistán, la protección de la tecnología francesa y el tema de la administración de la India, que se realiza a través de los aviones de fabricación francesa. Francia quería que la PAF comprara varios cazas Mirage 2000-9 de la Fuerza Aérea de los Emiratos Árabes Unidos, que se solaparía con el JF-17 mejorado. En julio de 2010, el Jefe de Personal Aéreo de la PAF, el Jefe de Aire, mariscal Rao Qamar Suleman, dijo que estos informes eran falsos. Dijo: "He tenido conversaciones con funcionarios del gobierno francés que me aseguraron que esta no es la posición de su gobierno". Suleman también especificó que "alguien estaba tratando de causar daño, de presionar a Francia para que no haya suministrado los productos de aviónica que queremos".
El 18 de diciembre de 2013, comenzó la producción del Bloque 2 JF-17 en las instalaciones de Kamra en PAC. Estos aviones tienen capacidad de reabastecimiento de aire-aire, aviónica mejorada, capacidad de carga mejorada, enlace de datos y capacidades de guerra electrónica. Se planea que la actividad de construcción del Bloque 2 se ejecutará hasta 2016, después de lo que se ha planeado la fabricación de aeronaves del Bloque 3 más desarrolladas. En diciembre de 2015, se publicó en el avión número 16 del Bloque II que había sido entregado, se dio como resultado que se levantara el cuarto escuadrón.
Usman Shabbir, Consorcio Militar de Pakistán, dijo que las aeronaves del Bloque 3 podrían incluir el radar AESA, HMD, mejoras en la aviónica y tal vez un poco de reelaboración de la estructura del avión. Los medios locales han indicado que una versión de 2 asientos también formarán parte del paquete del Bloque III. Informes no confirmados dicen que el Bloque III también tendrá un mejor sistema / software de gestión de vuelo. El 17 de junio de 2015, Jane's Defence Weekly confirmó que el Bloque 3 tendrá un radar AESA y también incluirá una pantalla en el casco (HMD) y posiblemente un sistema interno de búsqueda y rastreo por infrarrojos (IRST).
La cabina de la próxima generación de Selex ES incluye una nueva computadora de misión, una pantalla frontal mejorada y pantallas multifuncionales contemporáneas, además de la capacidad para uso del piloto en su lugar una única pantalla de área grande. Selex está posicionando la cabina como una posible mejora del Bloque III JF-17.

## Diseño

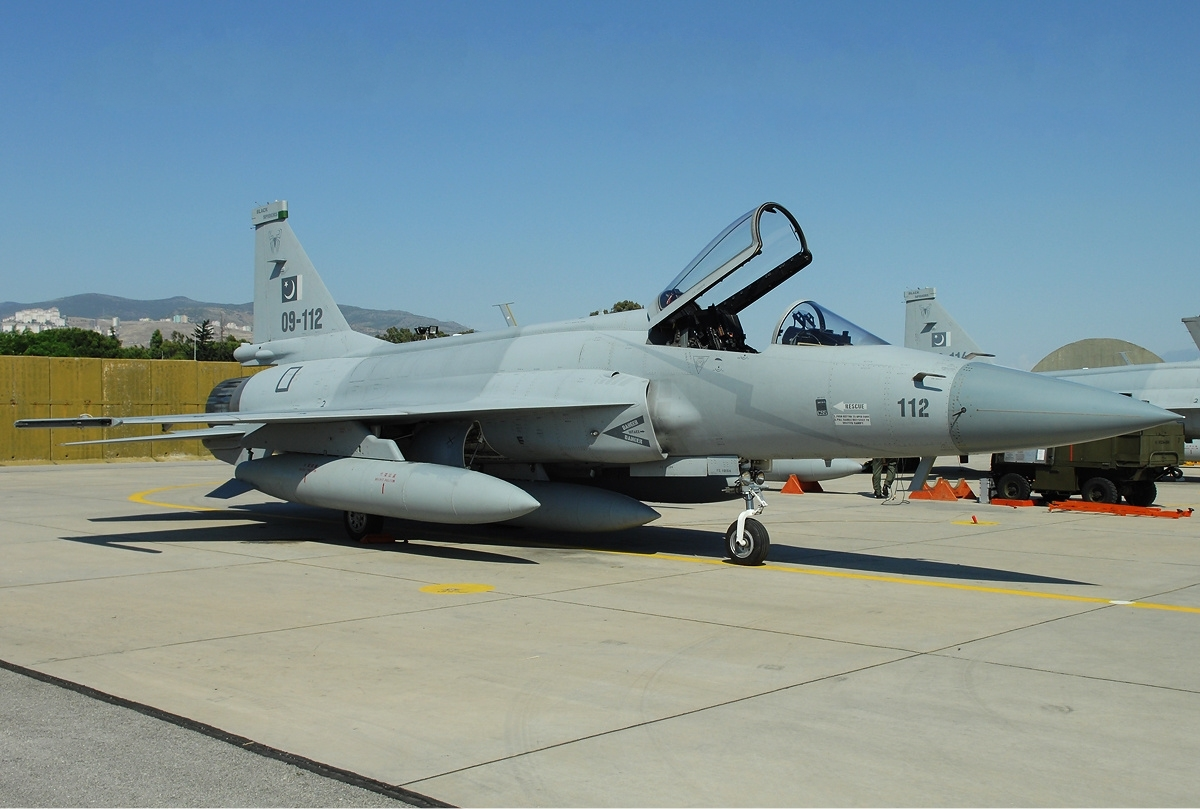
Un JF-17 "Thunder" de la Fuerza Aérea de Pakistán

Avión caza ligero de diseño monomotor, con alas rectas parecidas al caza Lockheed Martin F-16 Fighting Falcon en forma de ala en delta cortada, incorporando grandes extensiones del borde de ataque que llegan hasta los costados de la cabina de mando, con estabilizadores horizontales rectos y aletas ventrales bajo el fuselaje. Los bordes alares se extienden casi hasta la cabina de mando.
Las toberas de ingreso de aire al motor están instaladas a los costados de la cabina de mando, son pequeñas para baja marca de radar y baja marca térmica, parecidas al del caza Saab 39 Gripen de Suecia y están en una posición baja, desde donde se proyectan las extensiones alares; el tren de aterrizaje delantero tiene una sola rueda, que se retrae bajo la cabina de mando y el tren de aterrizaje principal, tiene una rueda a cada lado y se retrae hacia el centro del fuselaje, en forma parecida al caza ligero Northrop F-5 de Estados Unidos.
La cabina de mando y el cono delantero del radar es muy parecida al caza Mirage 2000, el estabilizador vertical de cola es grande y recto, parecido al caza Saab 39 Gripen, tiene un carenado extendido para instalar dispositivos ECM y paracaídas de frenado. Puede transportar un tanque de combustible externo bajo el fuselaje central, dos pilones reforzados para cargar armas bajo las alas y dos misiles de corto alcance en la punta de las alas, para combate "Aire-aire" contra otros aviones de combate, es ideal para entrenamiento de pilotos de combate y escolta de aviones de combate, para ofrecer apoyo aéreo cercano a las bases militares.
Fue desarrollado para cumplir con el requisito de Fuerza Aérea de Pakistán de tener un moderno caza multipropósito de diseño polivalente a un precio económico, como un reemplazo para su flota de aviones Dassault Mirage III, los aviones bombarderos Nanchang Q-5 y los interceptores Chengdu J-7, que pertenecen a otra generación y debían ser reemplazados porque ya cumplieron su vida operativa.

### Aviónica

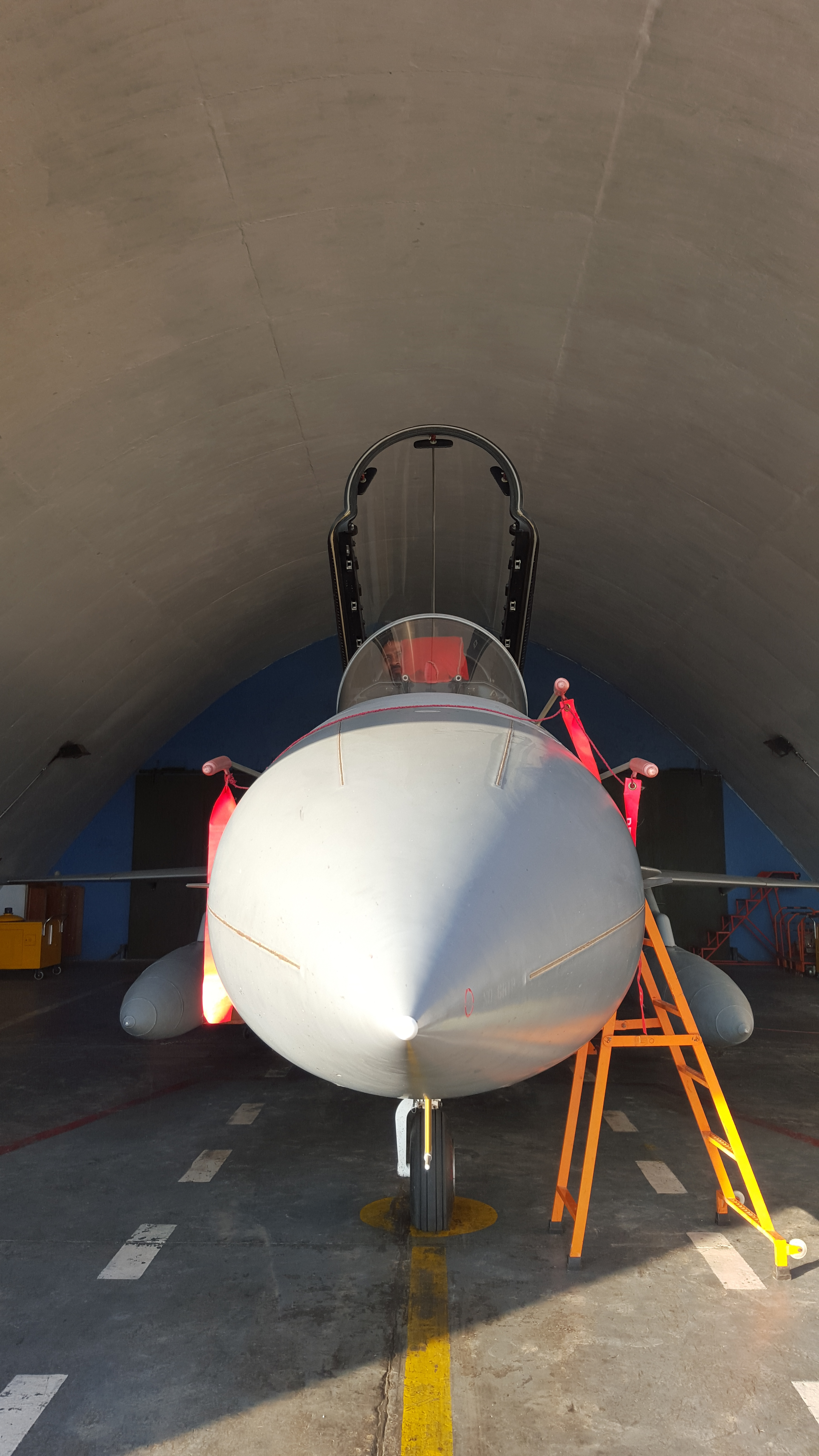
Vista frontal

El software de avión incorpora el concepto de arquitectura abierta. En el lugar del lenguaje de programación Ada, originalmente creado para uso militar, se usa  el popular C++, lo que permite el uso de los numerosos programadores civiles disponibles. La aeronave también incluye un sistema de monitoreo de salud y uso, y un equipo de prueba automática. El sistema de control de vuelo (FCS) comprende los controles con el aumento de la estabilidad en el eje de giro y giro y el sistema de vuelo por cable (FBW) en el eje de inclinación. Las tablas / aletas del borde anterior y las aletas del borde posterior se ajustan automáticamente durante la maniobra para aumentar el rendimiento de giro. El FCS de los aviones de producción en serie tiene un sistema FBW cuádruple (cuádruple redundante) en el eje de la cabina y el sistema FBW dúplex (redundante doble) en el eje del balanceo y giro.
El JF-17 tiene un sistema de ayudas defensivas (DAS) compuesto por varios subsistemas integrados. Un receptor de advertencia de radar (RWR) proporciona información sobre la dirección y la proximidad de los radares enemigos, y una suite de guerra electrónica (EW) se alojan en un automóvil en la punta de la cola con los radares enemigos. La suite EW también está vinculada a un sistema de Advertencia de Enfoque de Misiles (MAW) para la defensa de los misiles guiados por radar. El sistema MAW utiliza varios sensores ópticos en la estructura del avión para los motores de cohetes de misiles en una cobertura de 360 grados. Los datos del sistema MAW, como la dirección de los misiles de entrada y el tiempo para el impacto, se muestran en las pantallas de la cabina y en el HUD. Un sistema de dispensación de contramedidas libera bengalas y astillas para eludir radares y misiles hostiles. Los sistemas también se mejoran mediante la integración de un pod de bloqueo de radar de autoprotección que se transporta externamente en un punto fijo.
Los primeros cuarenta y dos aviones de producción de la PAF están equipados con el radar NRIET KLJ-7, una variante del radar KLJ-10 desarrollada por el Instituto de Investigación de Tecnología Electrónica de Nankín (NRIET) de China y que también se usa en Chengdu J-10. Los múltiples modos pueden gestionar la vigilancia y el compromiso de hasta cuarenta objetivos aéreos, terrestres y marinos; El modo rastrear mientras se escanea puede rastrear hasta diez objetivos en el BVR y puede activar dos simultáneamente con AAMs de radar. El rango de operación para objetivos con una sección de radar (RCS) de 5 m² (54 pies cuadrados) se encuentra como ≥ 105 km (65 millas) en el modo de consulta y ≥ 85 km (53 mi) en la mirada modo de bajada. Una visión del futuro de los infrarrojos (FLIR) para la navegación bajo el nivel y la búsqueda de la pista e infrarrojo del sistema (IRST) para la orientación pasiva también puede ser integrado; Se cree que el Bloque JF-17 2 incorpora un IRST.
En paralelo con el JF-17, se desarrolla una mira de casco (HMS) desarrollada por Luoyang Electro-Optics Technology Development Center de AVIC; se probó por primera vez en Prototype 04 en 2006. Se denominó EO HMS, (vista montada con casco electro-óptico) y se reveló por primera vez en público en 2008 en el séptimo Salón Aeronáutico de Zhuhai, donde se realizó una simulacro parcial. -up estaba en pantalla. El HMS rastrea los movimientos de la cabeza y los ojos del piloto para guiar misiles hacia el objetivo visual del piloto. Una cápsula designadora de láser día / noche transportada externamente puede integrarse con el avión para guiar las bombas por láser (LGB). Se puede agregar a un punto fijo adicional debajo de la entrada de aire del corredor, opuesto al cañón, para tales vainas. Para reducir el número de vanos de orientación requeridos, el enlace de datos tácticos de la aeronave puede transmitir datos del blanco a otras aeronaves no equipadas con vanas de focalización. Los sistemas de comunicación de radios VHF / UHF; La radio VHF tiene la capacidad de vincular los datos para la comunicación con los centros de control terrestre, los aviones de alerta temprana y el control aéreo y los aviones de combate con enlaces de datos compatibles para la guerra central en la red, y una mejor conciencia de la situación.
En abril de 2016, el mariscal del aire Muhammad Ashfaque Arain dijo que "el JF-17 necesita una cápsula de objetivos, que la utilidad de los aviones en las operaciones actuales fue limitada debido a la falta de objetivos de precisión. brecha, la Fuerza Aérea estaba interesada en comprar "Damocles hecho por Thales, un pod de focalización de tercera generación, que era una prioridad". En 2017, el ASELPOD de Aselsan se probó y se integó con éxito con el JF-17 y Posteriormente, Pakistán comprendió al menos ocho vainas de puntería de Aselsan. Esta integración ha mejorado la capacidad de la plataforma JF-17 para lanzar ataques de precisión.

### Sistema de propulsión y combustible
Los dos primeros bloques de JF-17 son impulsados por un solo motor ruso turbofan RD-93, que es una variante del motor RD-33 usado en la caza MiG-29. El motor da más empuje y un consumo de combustible se refiere a los motores turborreactor en los aviones de combate más antiguos que son reemplazados por el JF-17. Las ventajas de usar un solo motor son una reducción en el tiempo y el costo de mantenimiento en comparación con las cazas del doble motor. Se puede lograr una relación de peso de 0.99 con tanques de combustible internos completos y sin carga útil externa. El suministro de aire del motor es proporcionado por dos entradas de aire bifurcadas (ver la sección de la estructura del avión).
El RD-93 es conocido por producir rastros de humo. El Grupo Aero Engine de El Guizhou ha sido publicado un nuevo motor turbofan, el WS-13 Taishan, desde el año 2000 para reemplazar el RD-93. Se basa en el Klimov RD-33 e incorpora nuevas tecnologías para mejorar el rendimiento y la confiabilidad. Se espera una salida de empuje de 80 a 86.36 kN (17,980 a 19,410 lb f), una vida útil de 2,200 horas y una relación de peso de 8,7. Una versión mejorada del WS-13, que se desarrolló en torno a 100 kN (22,000 lb f) (22,450 lb), también se encuentra en desarrollo. Durante el Salón Aeronáutico de París 2015, se han publicado las pruebas de vuelo de un JF-17 equipado con el motor WS-13. En 2015, un representante del Complejo Aeronáutico de Pakistán dijo que Pakistán continuaría usando el motor RD-93 en sus luchadores. Los informes de los medios locales en enero de 2016 que a Rusia planeaba vender motores para JF-17 directamente a Pakistán. Según un representante de PAC, Pakistán está buscando colaborar con Rusia en el desarrollo y reparación de motores.
El sistema de combustible comprende tanques de combustible internos en las alas y el fuselaje con una capacidad de 2,330 kg (5,140 lb); Se puede ver a través de un sistema de reabastecimiento a presión de un solo punto (ver sistemas de combustible de turbina). El almacenamiento interno de combustible se puede complementar con tanques de combustible externos. Un tanque de caída de 800 litros (180 imp gal) se puede montar en el punto duro de la línea central del avión debajo del fuselaje y los tanques de caída de 800 litros o 1.110 litros (240 imp. Imp.) Se pueden montar en Los dos puntos duros interiores debajo del ala. [20] El sistema de combustible es compatible con el reabastecimiento de combustible en vuelo (IFR), lo que permite a los aviones cisterna reabastecerse de combustible, y aumenta su alcance y su tiempo de vagancia. Todos los aviones de producción para la PAF deben estar equipados con sondas IFR. En junio de 2013, el Jefe de Aire de la PAF, Mariscal Tahir Rafique Butt, dijo que las pruebas en la tierra en las sondas de reabastecimiento de combustible del JF-17 se ha completado con éxito y que las primeras operaciones de reabastecimiento de combustible en El aire comenzando ese verano.

### Armas

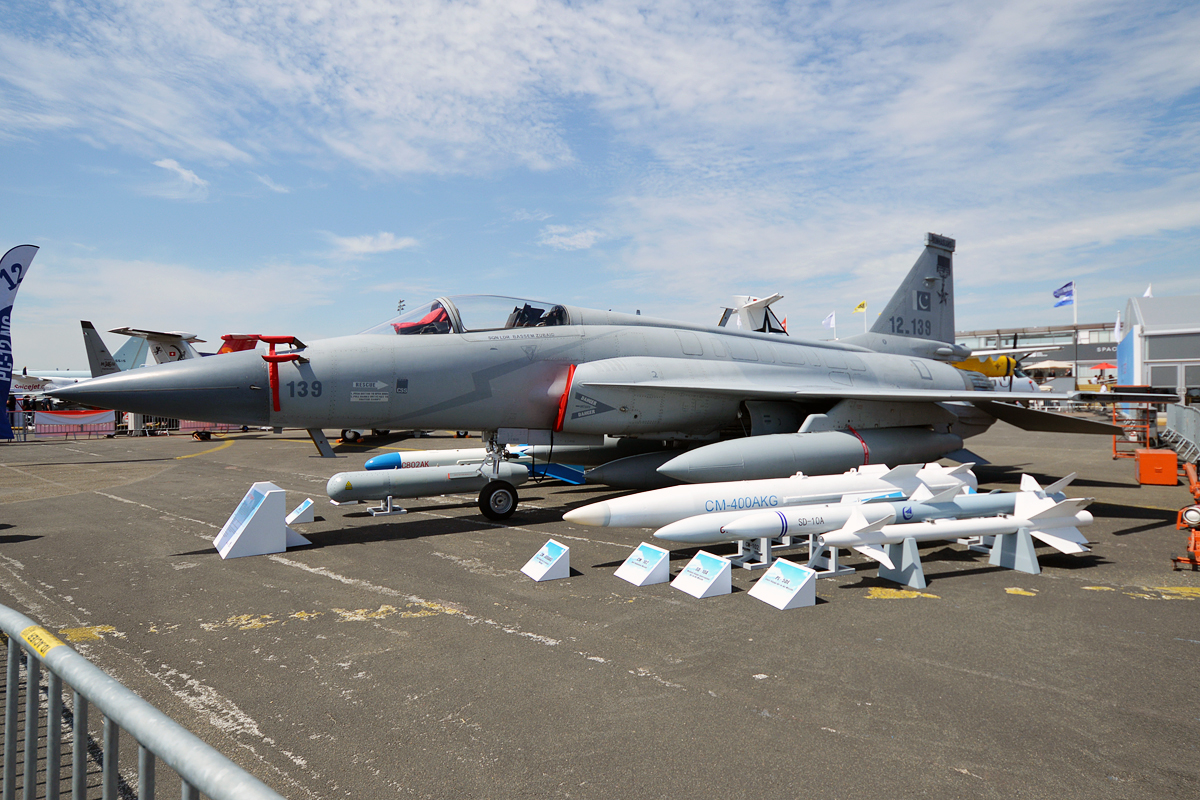
JF-17 Thunder con armamento expuesto.

El JF-17 puede armar con 3.629 kg (8,001 lb) de aire aire y aire tierra, y otros equipos montados externamente en los siete puntos extremos de la aeronave. Un punto duro está ubicado debajo del fuselaje entre el tren de aterrizaje principal, dos están debajo de cada ala y uno está en cada extremo del ala. Los siete puntos de referencia se comunican a través de una arquitectura de bus de datos MIL-STD-1760 con el Sistema de Gestión de Tiendas, que se afirma es capaz de integrarse con cualquier origen. El armamento interno consta de un cañón doble GSh-23-2 de 23 mm (0,91 pulg.) montado debajo de la toma de aire del lado de babor, que se puede reemplazar por un cañón doble de 30 mm (1,2 pulg.) GSh-30- 2.
Los puntos duros de la punta del ala suelen estar ocupados por la AAM de infrarrojos de corto alcance. Muchas combinaciones de artillería y equipo, como las cápsulas de puntería, pueden llevarse a cabo en los puntos bajo el ala y debajo del fuselaje. Los puntos duros subyacentes se pueden equipar con varios estantes de expulsión, lo que permite que cada punto se lleve a cabo dos bombas no guiadas de 500 lb (230 kg) o LGB, Mk.82 o GBU-12. Se desconoce si se puede usar varios racks de expulsión para artillería, como el AAM de rango visual más allá (BVR). ARA de BVR de radar activo se puede integrar con el radar y el enlace de datos para las actualizaciones de la mitad de curso. Se espera que el PL-12 / SD-10 sea mar, aire y aire principal BVR del avión, aunque esto puede cambiar si se trata de radares de otro origen. Los misiles de radio de infrarrojos de corto alcance incluyen el chino PL-5E y el PL-9C, y el AIM-9L. El PAF también está tratando de armar el JF-17 con un misil de combate de quinta generación, como el PL10E, IRIS-T o A-Darter. Estos se integrarán con el HMS/D y el radar para la orientación.
El armamento no guiado aire-tierra incluye cohetes, bombas de gravedad y municiones anti-pista Matra Durandal. Municiones guiadas de precisión cuentos como LGB y bombas guiadas por satélite también son compatibles con JF-17, como lo son otras armas guiadas, cuentos como misiles antibuques y misiles antirradiación. Pakistán planeó poner en servicio el antirradiación MAR-1 brasileño en su flota JF-17 en 2014.

## Componentes del JF-17 Bloque III
China -  Estados Unidos -  Reino Unido -  Pakistán -  Rusia -  Turquía

### Estructura
| Sistema                       | País                      | Fabricante        | Notas       |
| ----------------------------- | ------------------------- | ----------------- | ----------- |
| Lanzador de misiles aire-aire | Bandera de Estados Unidos | Marvin Egineering | 2 × LAU-7/A |

### Electrónica
| Sistema                                  | País                                  | Fabricante   | Notas                                               |
| ---------------------------------------- | ------------------------------------- | ------------ | --------------------------------------------------- |
| Sistema de control de vuelo              |                                       |              | Cuádruple FBW digital. Bucle completamente cerrado. |
| Radar de control de tiro                 | Bandera de la República Popular China | NRIET        | Modelo KLJ-7                                        |
| Sistema de escape                        | Bandera del Reino Unido               | Martin-Baker | Asiento eyectable modelo PK16LE                     |
| Pod de designación de objetivos (opción) | Bandera de Turquía                    | Aselsan      | ASELPOD                                             |

### Armamento
| Sistema                                             | País                                  | Fabricante                                                 | Notas                                |
| --------------------------------------------------- | ------------------------------------- | ---------------------------------------------------------- | ------------------------------------ |
| Cañón                                               | Bandera de Rusia                      | KBP Instrument Design Bureau                               | 1 × Gryazev-Shipunov GSh-23 de 23 mm |
| Bomba guiada láser LT-2                             | Bandera de la República Popular China | LOTDC                                                      |                                      |
| Misil aire-aire de corto alcance infrarrojo PL-5EII | Bandera de la República Popular China | Fábrica de Maquinaria de Hanzhong                          |                                      |
| Misil aire-aire de corto alcance infrarrojo PL-9C   | Bandera de la República Popular China | CNAIEC                                                     |                                      |
| Misil aire-aire BVR radar SD-10A                    | Bandera de la República Popular China | CNAIEC                                                     |                                      |
| Misil antirradiación LD-10                          | Bandera de la República Popular China | China National Aero-Technology Import & Export Corporation |                                      |
| Misil antibuque C-802A                              | Bandera de la República Popular China | CASIC                                                      |                                      |
| Bomba Mark 82                                       | Bandera de Estados Unidos             | General Dynamics                                           |                                      |
| Bomba Mark 83                                       | Bandera de Estados Unidos             | General Dynamics                                           |                                      |
| Bomba Mark 84                                       | Bandera de Estados Unidos             | General Dynamics                                           |                                      |

### Propulsión
| Sistema        | País                                  | Fabricante | Notas     |
| -------------- | ------------------------------------- | ---------- | --------- |
| Motor (opción) | Bandera de la República Popular China | Guizhou    | 1 × WS-13 |
| Motor (opción) | Bandera de Rusia                      | Klimov     | 1 × RD-93 |

## Accidentes
- En un accidente, ocurrido el día 14 de noviembre de 2011, un piloto paquistaní, en maniobras de entrenamiento, percibió que su avión tenía fallas no remediables en vuelo, por lo que decidió eyectarse, pero sin éxito; ya que el paracaídas del asiento no se abrió a tiempo. Aún no se saben con certeza las causas del incidente, y es materia de investigación.

- El 15 de septiembre de 2020 un avión JF-17 de la Fuerza Aérea de Pakistán se estrelló durante una misión de entrenamiento rutinario, el piloto se eyectó con éxito.

## Historial de combate

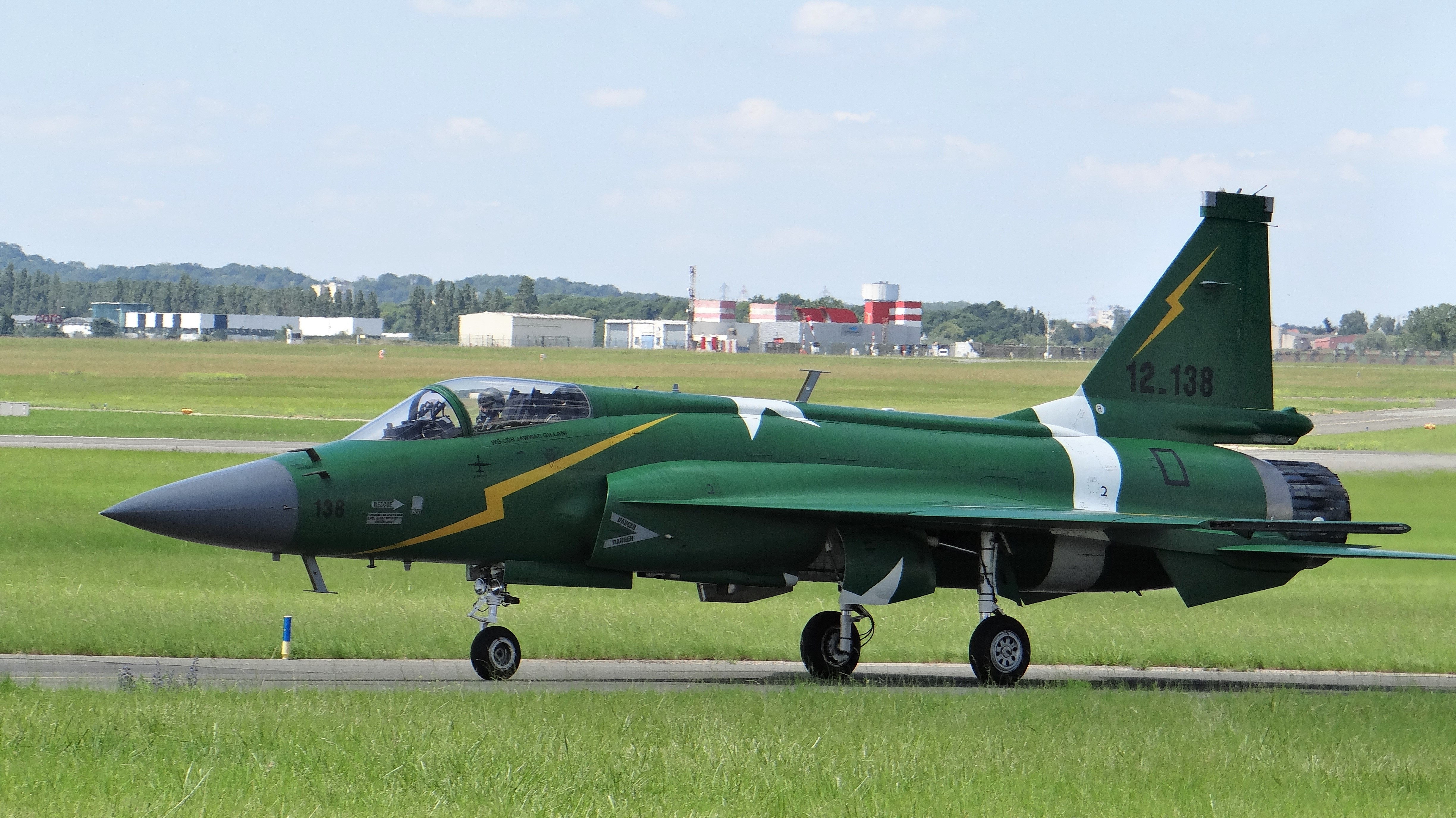
El JF-17 que derribó el dron iraní en 2017, ahora en servicio con el equipo de demostración Thunder (marca visible en la nariz)

El 27 de febrero de 2019, durante el tenso enfrentamiento entre India y Pakistán, Pakistán afirmó que sus JF-17 habían derribado dos aviones indios: un MiG-21Bisom y un Su-30MKI, que operaban en el espacio aéreo de Pakistán sobre la región en disputa de Cachemira. India, por otro lado, afirmó haber derribado un F-16 paquistaní, mientras perdía un MiG-21 en el combate aéreo.

## Variantes

### Prototipos
Se probaron dos configuraciones de cuadros de aire durante la etapa de prototipo. La primera configuración fue probada en los primeros tres prototipos de aviones; PT-01, PT-02 y PT-03. Los siguientes tres prototipos PT-04, PT-05 y PT-06 fueron de la segunda configuración, incorporando modificaciones como DSI, LERX más ancho, aletas ventrales extendidas y un estabilizador vertical más alto y menos barrido con un carenado rectangular en la punta. con equipo de guerra electrónica y pequeños carenados de ampollas en la base que contiene sensores de advertencia de aproximación de misiles. El prototipo PT-04 se utilizó principalmente para pruebas de calificación de armas y aviónica. El primer prototipo voló en agosto de 2003; El prototipo-03 siguió en abril de 2004. El 10 de mayo de 2006, el prototipo 04 realizó su vuelo inaugural.
En 2007, se propuso una versión de doble asiento para roles de entrenamiento y ataque y, debido a los intereses del cliente, el desarrollo comenzó en 2015. Según el PAF, el avión de combate de doble asiento JF-17B se encuentra actualmente en la fase de prueba.

### Versiones de producción
- JF-17 Bloque 1: la producción en China comenzó en junio de 2006. Las tres primeras armas chinas que se integrarán son el PL-5E II AAM, el SD-10 AAM y el misil C-802A antibuque. El avión Bloque 1 se había desempeñado "mejor de lo esperado", según PAF Air Commodore Junaid. La producción del Bloque 1 se completó el 18 de diciembre cuando se entregó el quincuagésimo avión, el 58% de los cuales se produjo en Pakistán. Un avión Bloque 1 JF-17 costó aproximadamente 15 millones de USD por unidad.

- JF-17 Bloque 2: la producción comenzó el 18 de diciembre de 2013 y las pruebas iniciales comenzaron el 9 de febrero de 2015. Estas aeronaves tienen capacidad de reabastecimiento, aviónica mejorada, capacidad mejorada de carga, enlace de datos y capacidades de guerra electrónica. La construcción continuó hasta 2016, después de lo cual se pasó a trabajar en la fabricación del Bloque 3. Un Bloque 2 cuesta aproximadamente 25 millones USD por unidad. El presidente de PAC, Air Marshal Javaid Ahmed dijo: "Vamos a entregar 16 JF-17 de Bloque II a la PAF cada año", y que la planta de fabricación tiene la capacidad de producir 25 unidades en un año. De acuerdo con los medios locales, PAC lanzó el 16.º avión del Bloque 2 en diciembre de 2015 permitiendo la formación del 4.º escuadrón del JF-17. El bloque II incluye la versión de dos asientos del JF-17B que comenzó a probarse en septiembre de 2016.

- JF-17 Bloque 3: China planteó el Block III del JF-17 como un competidor del F-16V, el avión de combate más vendido. Por tanto en el Bloque 3 se proyectaron más avances en la aviónica: sistema de visor y visor montado en el casco (HMD / S), nueva pantalla multifuncional de panel único (MFD), radar activo de matriz escaneada electrónicamente (AESA) emparejado con un sistema infrarrojo de búsqueda y seguimiento (IRST), y una cabina con un control de vuelo en el costado. Además debe incluir uso de materiales compuestos, un nuevo motor y  opción biplaza/monoplaza, con una velocidad máxima de 2.0+ Mach. Funcionarios de la Fuerza Aérea paquistaní lo han descrito como un avión de combate de "cuarta generación avanzada". Según informes de medios no confirmados, se espera que empiece a entrar en servicio en 2019 A partir de septiembre de 2016 el diseño del Bloque JF-17 III estaba finalizado. Se espera que la PAF realice un pedido de 50 aviones de combate JF-17 Bloque III en el primer semestre de 2017. Se tienen muchas esperanzas en ventas en África y Latinoamérica, con un precio unitario estimado de 40 millones de USD.

- JF-17B : una variante de dos plazas programada para ser incorporada a la Fuerza Aérea de Pakistán para 2017, sus funciones múltiples incluyen el uso para entrenamiento y capacidades mejoradas de vigilancia, guerra electrónica y ataque. La producción del primer JF-17B fue iniciada por Pakistán y China en 2016. El 28 de abril de 2017, el JF-17B realizó su primer vuelo de prueba en Chengdu.

## Operadores

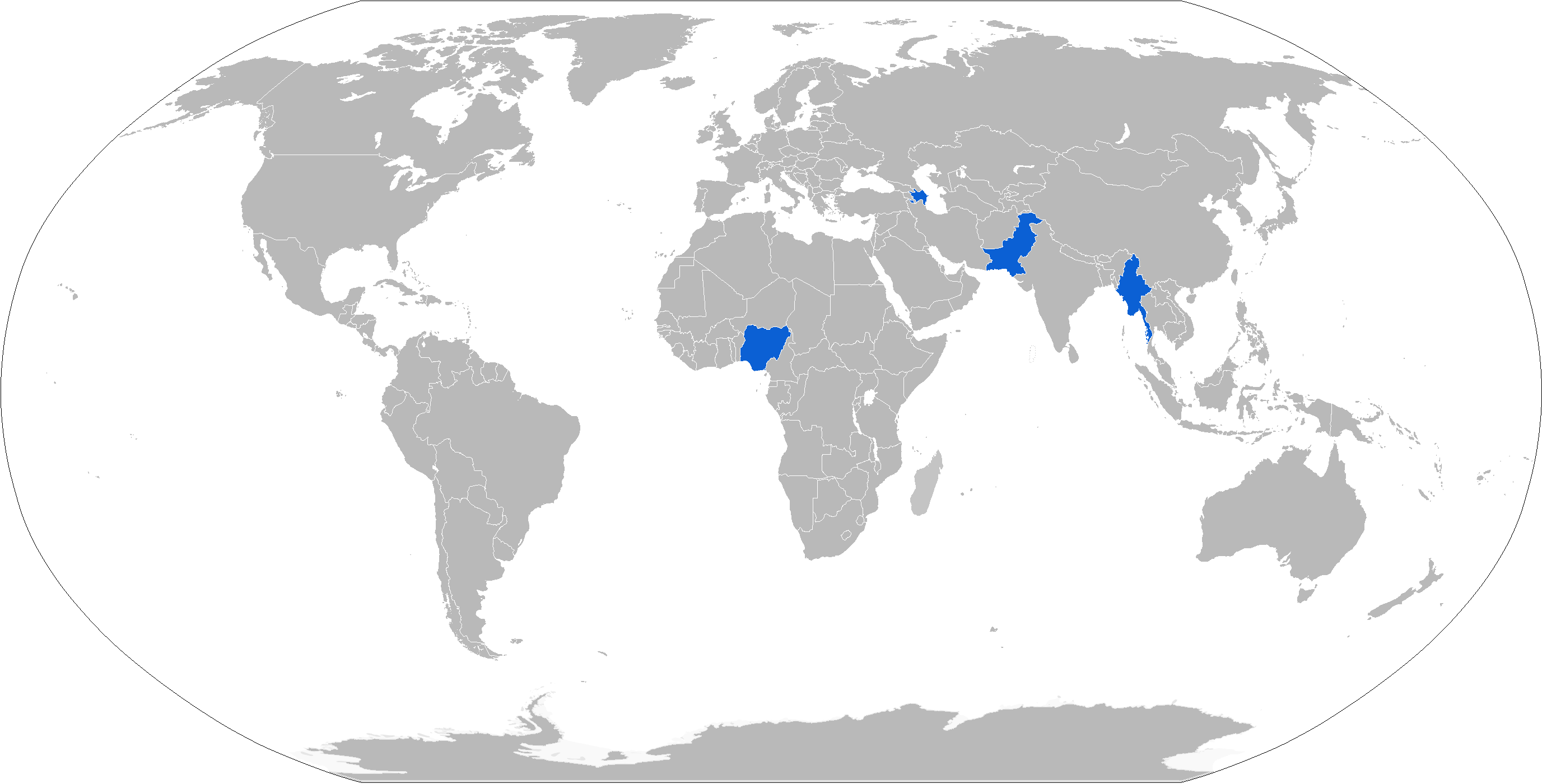
Mapa con operadores JF-17 en azul

### Actuales
- Fuerza Aérea de Pakistán 100+ unidades en servicio[6][7]
  - Base de Fuerzas Aéreas Paquistaní Peshawar[50]
    - Escuadra Número 26 Black Spiders (2010)[51]
    - Escuadra Número 16 ''Black Panthers'' (2011)[51]

  - Base de Fuerzas Aéreas Paquistaní Masroor
    - Escuadra Número 2 ''Minhas'' (2015)[52]

  - Base de Fuerzas Aéreas Paquistaní Mushaff
    - Escuela Élite de Combate Comandante (2015)[53]

  - Base de Fuerzas Aéreas Paquistaní Minhas (2016)
    - Escuadra Número 14 "Tail Choppers"
- Fuerza Aérea de Birmania 16 en pedido[54]
- Fuerza Aérea Nigeriana: 3 entregados en la base NAF Makurdi [55][56][57]

- Azerbaiyán Fuerza Aérea de Azerbaiyán; Azerbaiyán compra 40 nuevos cazas JF-17 Thunder Block III. El gobierno de Pakistán confirmó a través de un breve comunicado en sus redes sociales que ha logrado alcanzar un acuerdo con Azerbaiyán para llevar a cabo la venta de hasta 40 nuevos cazas JF-17 Thunder Block III, los cuáles le permitirán sustituir a sus flotas de aeronaves actualmente compuestas por los cazas rusos MiG-29, mismos que son complementados por los aviones de ataque Su-25. Según se detalla en la publicación, Bakú deberá invertir la suma de 4.600 millones de dólares para adquirir estos cazas. [58]

### Posibles operadores
Se trataba, también, de tener un futuro potencial de exportación como una alternativa rentable y competitiva, frente a los aviones caza occidentales significativamente más caros. Se espera que cueste solamente alrededor de US$ 15 millones de dólares por unidad y tiene un pedido confirmado por 150 unidades de JF-17, lo que puede aumentar a 250 aviones y en el futuro puede ser ofrecido a otros países. Zimbabue también tenían pedidos para el avión, mientras que Bangladés, Birmania, Egipto, Irán, Líbano, Malasia, Marruecos, Nigeria, Sri Lanka, Uruguay, Argelia y Argentina  también están interesados en participar en este proyecto.
Entre los países que han mostrado interés en una posible adquisición, se encuentran: Argelia, Bangladés, Catar, Egipto, Irán, Líbano, Malasia, Marruecos, Arabia Saudita y Argentina.
 Irán: el país está interesado en el Thunder desde la cancelación por parte de Rusia del contrato de compra de los Su-30 bajo presiones de la OTAN; esto ha hecho que el JF-17 sea una buena opción para reemplazar los aviones más viejos presentes en la Fuerza Aérea Iraní, entre los que están los cazas F-4 Phantom II, F-5 Tiger II y los Mirage F-1, aviones que deben ser reemplazados con la ventaja de que, al ser un avión de fabricación chino-paquistaní, está fuera de cualquier restricción por parte de la OTAN. Se espera que Irán adquiera un total de 48 aparatos[cita requerida].
 Sri Lanka: otro muy interesado en adquirir el avión, ya que se ha buscado un reemplazo a su reducida flota de aviones caza IAI Kfir C.2, que al no estar actualizados, tienen capacidades de combate muy mermadas, se puede suponer que se comprarán de 10 a 12 unidades, aunque la India ha mostrado su rechazo a esta compra vetándola en varias ocasiones; a pesar de esto, la intención de la Fuerza Aérea de Sri Lanka de adquirir el avión sigue latente.

### Ventas frustradas
Argentina: durante el año de 2018, la empresa china Chengdu ha ofrecido el avión a Argentina en distintas ocasiones, ya que en la actualidad, las capacidades de la Fuerza Aérea Argentina se han visto muy mermadas por la retirada de los últimos cazas Mirage-3/5/Finger en 2015, debido a esto las capacidades supersónicas de Argentina han quedado relegadas a unas pocas unidades de aviones subsónicos A-4AR y aviones de entrenamiento avanzado con capacidades de combate IA-63 Pampa; por ello, con las recientes declaraciones del presidente de querer mejorar las capacidades de las FF. AA., se espera que en los próximos años la FAA abra un concurso para la adquisición y compra de aviones de combate, entre los cuales podría incluirse el JF-17, por ello es posible que el Thunder llegue a competir por convertirse en el nuevo caza argentino. En el mes de marzo de 2022, una delegación de la FAA viajó nuevamente a China, para finalmente delinear la compra de por lo menos unos 12 aviones JF-17 Thunder-Bloque III completamente nuevos. En el proyecto del Presupuesto 2022 se incluyó una partida de USD 664 millones para la adquisición de armamento aéreo a China. Cabe mencionar que en América Latina solamente la Aviación Militar Bolivariana de Venezuela (AMBV) y la Fuerza Aérea Boliviana (FAB) se han convertido en los únicos países de la región que han logrado volar aeronaves de procedencia chino/pakistaní como los aviones Hongdu K-8 "Karakorum" que actualmente operan en sus respectivas fuerzas aéreas. Finalmente, con la llegada al poder del presidente Javier Milei el 10 de diciembre de 2023, Argentina decidió nomás adquirir los 24 aviones estadounidenses F-16

## Especificaciones
Referencia datos: >«Datos indicados por el Complejo aeronautico de Pakistán». Pac.org.pk. 23 de marzo de 2007. Consultado el 7 de noviembre de 2011.

### Características generales
- Tripulación: 1
- Longitud: 14,93 m
- Envergadura: 9,45 m (incluyendo los misiles en la punta de cada ala)
- Altura: 4,72 m
- Superficie alar: 24,4 m²
- Peso vacío: 6.586 kg
- Peso cargado: 9.100 kg
- Peso útil: 3000 kg
- Peso máximo al despegue: 12.383 kg
- Planta motriz: 1× Turbofán Klimov RD-93 o WS-13 (fase de pruebas).
  - Empuje normal: 49,4 kN (5.038 kgf; 11.106 lbf) el primero, 51,2 kN (5.221 kgf; 11.501 lbf) el segundo, de empuje.
  - Empuje con postquemador: 84,5 kN (8.618 kgf; 19.000 lbf) el primero, 86,37 kN (8.809 kgf; 19.420 lbf) el segundo, de empuje.

### Rendimiento
- Velocidad máxima operativa (Vno): 1960 km/h (1218 MPH; 1058 kt) (Mach 1,6)
- Alcance en combate:  1.352 km (840 millas)
- Alcance en ferry: 3.482 km (1,880 Millas náuticas)
- Techo de vuelo: 16.920 m (55.500 pies)
- Empuje/peso: 0,95
- Límites de fuerzas G. 8 g / -3 g

### Armamento
- Cañones: 1× 23 mm GSh-23-2 de doble cañón (opcional 30 mm GSh-30-2)
- Puntos de anclaje: 7 en total (4 debajo del ala + 2 punta del ala + 1 bajo el fuselaje) con una capacidad de 3.629 kg (8.000 lb), para cargar una combinación de:  
  - Bombas: **Bombas no guiadas: 
    - Mk 82 (bomba de propósito general)
    - Mk 84 (bomba de propósito general)
    - Matra Durandal (bomba anti-pista)
    - CBU-100/Mk-20 Rockeye (antiblindaje bomba cluster)

- - Bombas guiadas:
    - GBU-10 (guiado por láser)
    - GBU-12 (guiado por láser)
    - LT-2 (guiado por láser)
    - H-2 (electro-ópticamente guiado)
    - H-4 (electro-ópticamente guiado)
    - LS-6 (bombas guiadas por satélite deslizamiento)

  - Misiles: 

    - Misiles aire-aire:
      - MAA-1 Piranha (de corto alcance)
      - AIM-9L/M (de corto alcance)
      - PL-5E (de corto alcance)
      - PL-9C (corto alcance)
      - PL-12/ SD-10 (más allá del alcance visual)
      - PL-15 (de largo alcance, sólo en la versión bloque III)

    - Misiles aire-superficie:
      - MAR-1 (Misil antirradiación)
      - C-802A (Misil antibuque)
      - C-803 (Misil antibuque)

  - Otros: Hasta 3 tanques externos de combustibles (2 × bajo las alas 1.100 litros, 1 × bajo el fuselaje, 800 litros)

### Aviónica
- Radar de control de tiro  NRIET KLJ-7
- Contenedores de aviónica externos:
  - Pod designador de blancos todotiempo WMD-7
  - Pod de contramedidas ECM KG-300G

## Aeronaves similares
- Lockheed Martin F-16
- Dassault Mirage 2000
- HAL Tejas
- Saab JAS 39 Gripen